# Алсерио
Алсѐрио (на италиански: Alserio; на ломбардски: Alseri, Алсери) е село и община в Северна Италия, провинция Комо, регион Ломбардия. Разположено е на 265 m надморска височина. Населението на общината е 1250 души (към 2017 г.).